# Закшево (Нижньосілезьке воєводство)
Закшево (пол. Zakrzewo) — село в Польщі, у гміні Прусиці Тшебницького повіту Нижньосілезького воєводства.
Населення — 207 осіб (2011).
У 1975-1998 роках село належало до Вроцлавського воєводства.

## Демографія
Демографічна структура станом на 31 березня 2011 року:
|          | Загалом | Допрацездатний вік | Працездатний вік | Постпрацездатний вік |
| -------- | ------- | ------------------ | ---------------- | -------------------- |
| Чоловіки | 102     | 14                 | 74               | 14                   |
| Жінки    | 105     | 22                 | 56               | 27                   |
| Разом    | 207     | 36                 | 130              | 41                   |